# Hydatocapnia marginata
Hydatocapnia marginata är en fjärilsart som beskrevs av W. Warren 1893. Hydatocapnia marginata ingår i släktet Hydatocapnia och familjen mätare. Inga underarter finns listade i Catalogue of Life.